# Cuterebra infulata
Cuterebra infulata är en tvåvingeart som beskrevs av Lutz 1917. Cuterebra infulata ingår i släktet Cuterebra och familjen styngflugor. Inga underarter finns listade i Catalogue of Life.